# Morten Rotne Leffers
Morten Rotne Leffers (født 13. juni 1968, død 26. september 1998) var en dansk skuespiller, som var født med Downs syndrom.
Han var kendt for at have spillet den mandlige opvasker i Lars von Triers tv-serier Riget og Riget II.